# Kuchnia morawska

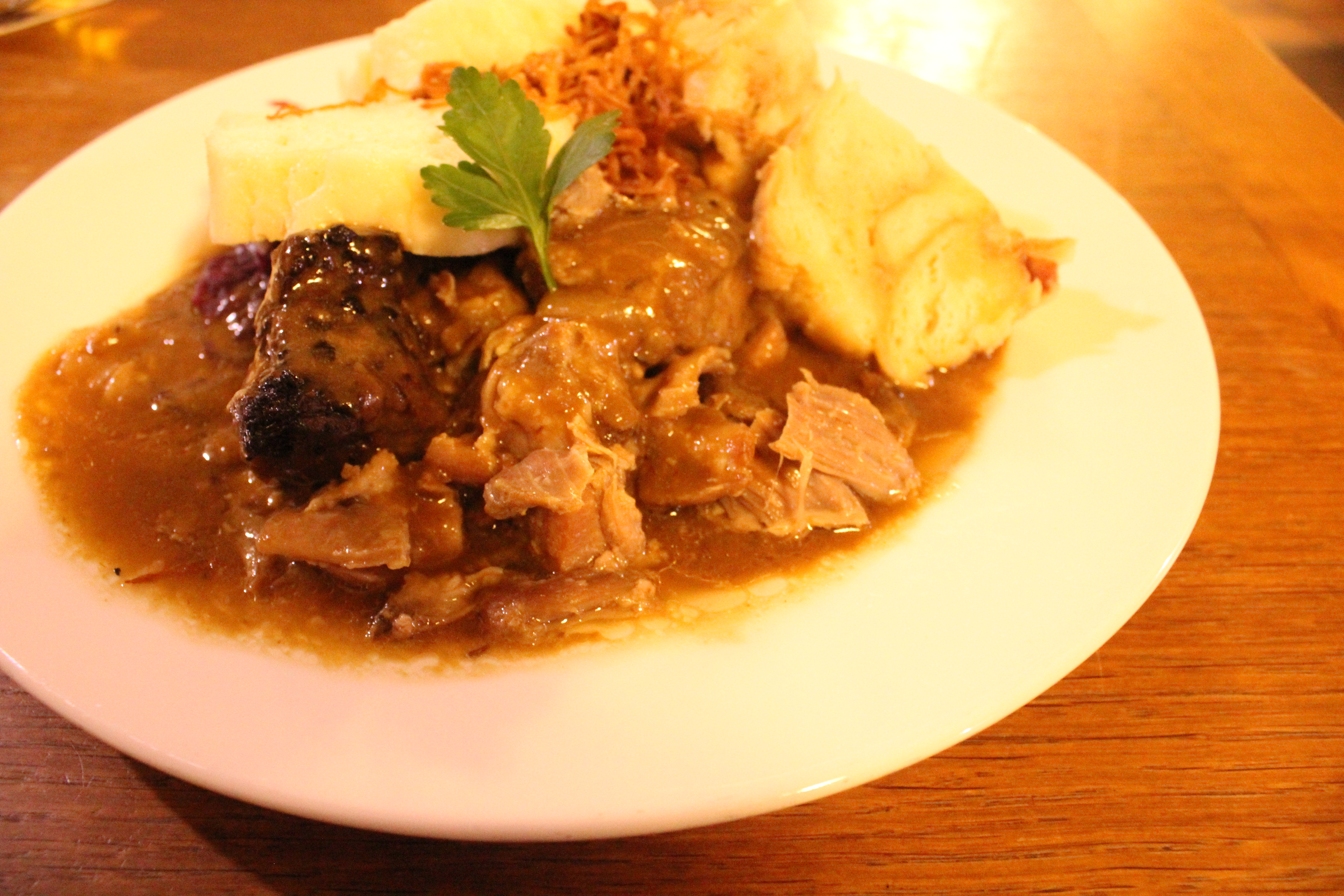
Moravský vrabec/wróbel morawsky – potrawa typowa dla kuchni morawskiej

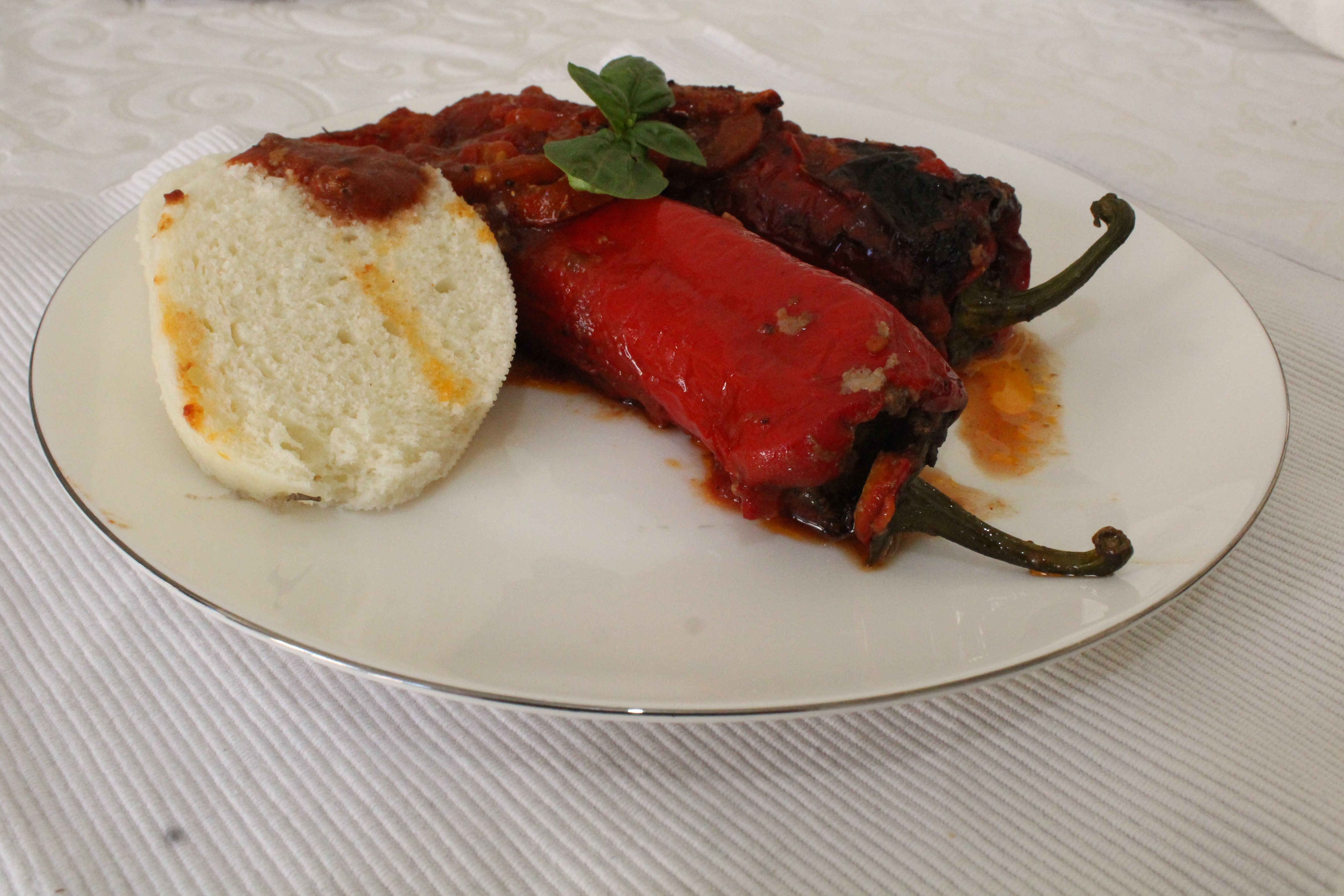
Plněná paprika/papryka faszerowana – popularna potrawa morawska

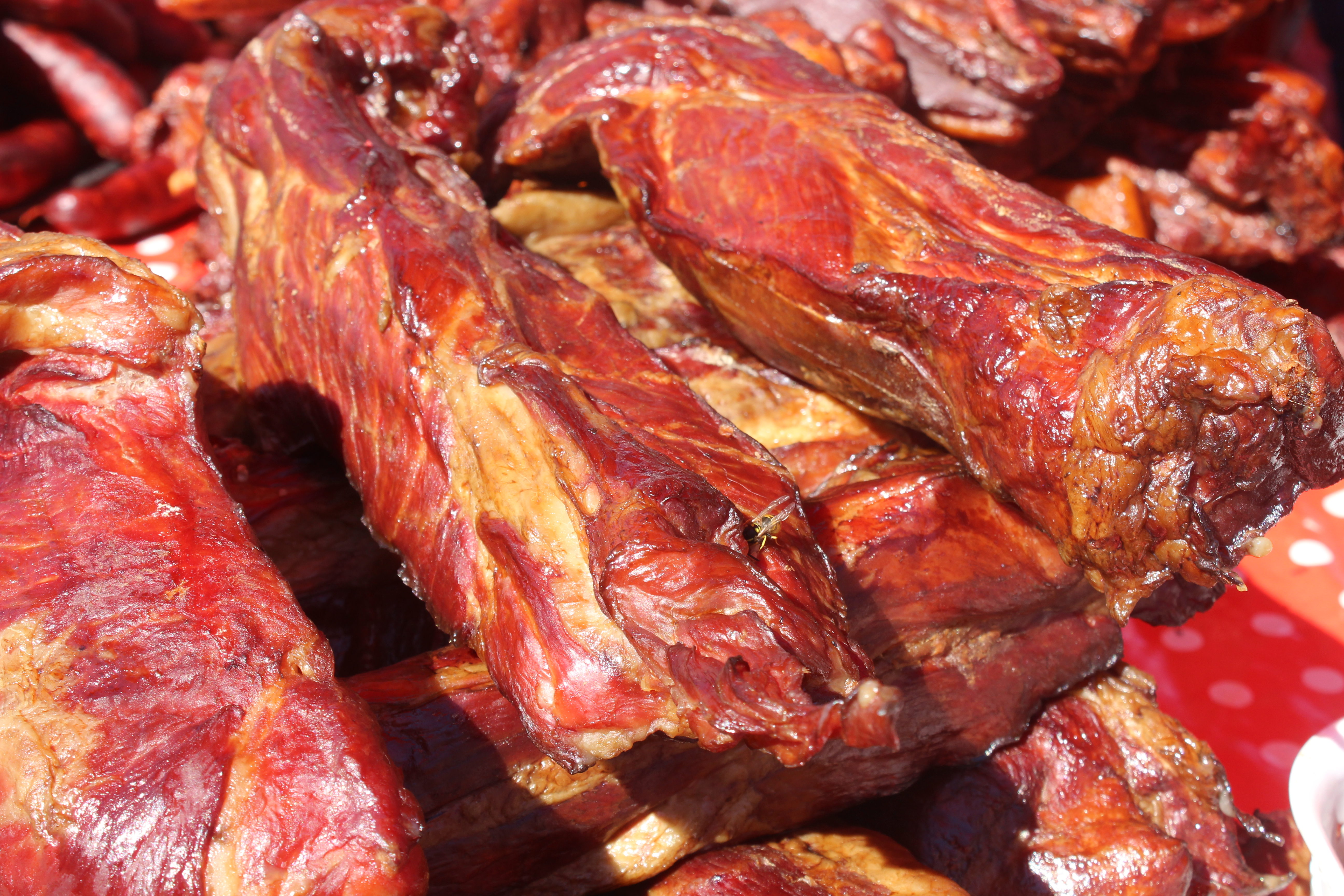
Morawske wędzene – potrawa typowa dla kuchni morawskiej

Kuchnia morawska – charakterystyczna kuchnia środkowoeuropejska, dziś dość często uznawana za część kuchni czeskiej, ale jest wiele potraw typowych dla Moraw, które tak naprawdę są bardzo specyficzne. Charakter kuchni morawskiej kształtowany jest przez warunki geograficzne i klimat, który jest silnie związany z regionem karpackim i panońskim, składem gleby, a także charakterem mieszkańców. Podobnie dorzecze Dunaju (jakim jest Morawa) i wielowiekowe relacje między ludnością, kulturą i kuchnią tego obszaru. Skład roślin uprawnych (wino, morele, brzoskwinie, śliwki, migdały, jarząb domowy), które naturalnie występują w Czechach tylko w niewielkich ilościach. Niektóre elementy łączy kuchnia morawska z kuchnią słowacką szczególnie na Słowacku (Słowacji Morawskiej) i Wołoszczyźnie, dolnoaustriacką a nawet węgierską. Na północy doszło do interakcji z kuchnią śląską, a nawet galicyjską. Zwłaszcza w regionie Wołoszczyzny Morawskiej kuchnia morawska była pod pewnymi względami nawet pod wpływem kuchni rumuńskiej, dzięki Wołochom, którzy przybyli z Rumunii.

## Charakter
Kuchnia morawska charakteryzuje się również dominującym wykorzystaniem wieprzowiny (na Wołoszczyźnie także baraniny), gęsi i kaczek oraz zwierzyny łownej polnej (zające, kuropatwy i bażanty). Stosowano głównie smalec (tłuszcz wieprzowy), smalec z gęsi i kaczki, olej bukowy lub olej z pestek winogron. Masło było drogie i rzadkie. Importowano również oliwę z oliwek. Zwłaszcza na południu, gdzie mieszka większość ludzi, do kuchni używano mnóstwo warzyw, głównie: kapustę, paprykę, kapustę warzywną włoską, ogórek, fasolę, dynię kalafior. Południowa część Moraw jest regionem wina, a z tym związany jest nie tylko skład kultury rolnej, ale także wykorzystywanie wina morawskiego i produktów pokrewnych w kuchni (oliwa z winogron, galaretka z wina, dżem i powidła, ocet winny, rodzynki, brandy-winiak). Morawy mają stosunkowo więcej sadów niż Czechy, a przede wszystkim uprawiane są tu morele, brzoskwinie, śliwki i migdały. Na południu Moraw rodzą się też inne "południowe" uprawy, takie jak melony, figi i morwy.

## Przyprawy i smaki w kuchni morawskiej
W kuchni morawskiej dominują: kminek, lebiodka pospolita (oregano), majeranek, cebula, czosnek, a w trochę w mniejszym stopniu tymianek  wczesna, rozmaryn i szafran, czosnek niedźwiedzi, cząber górski, które uprawiane są od wieków.

## Integralność kuchni morawskiej
Od połowy XIX wieku, pod wpływem rozwoju miast i kolei, poszczególne kuchnie regionalne zaczęły się ze sobą łączyć. Wymiana ludności z Austrią miała ogromny wpływ na kuchnię morawską, kiedy w Wiedniu pracowała ogromna liczba morawskich szefów kuchni, z których wielu wróciło do domu. Po 1920 roku dużą rolę odegrała asymilacja z czeską kuchnią.

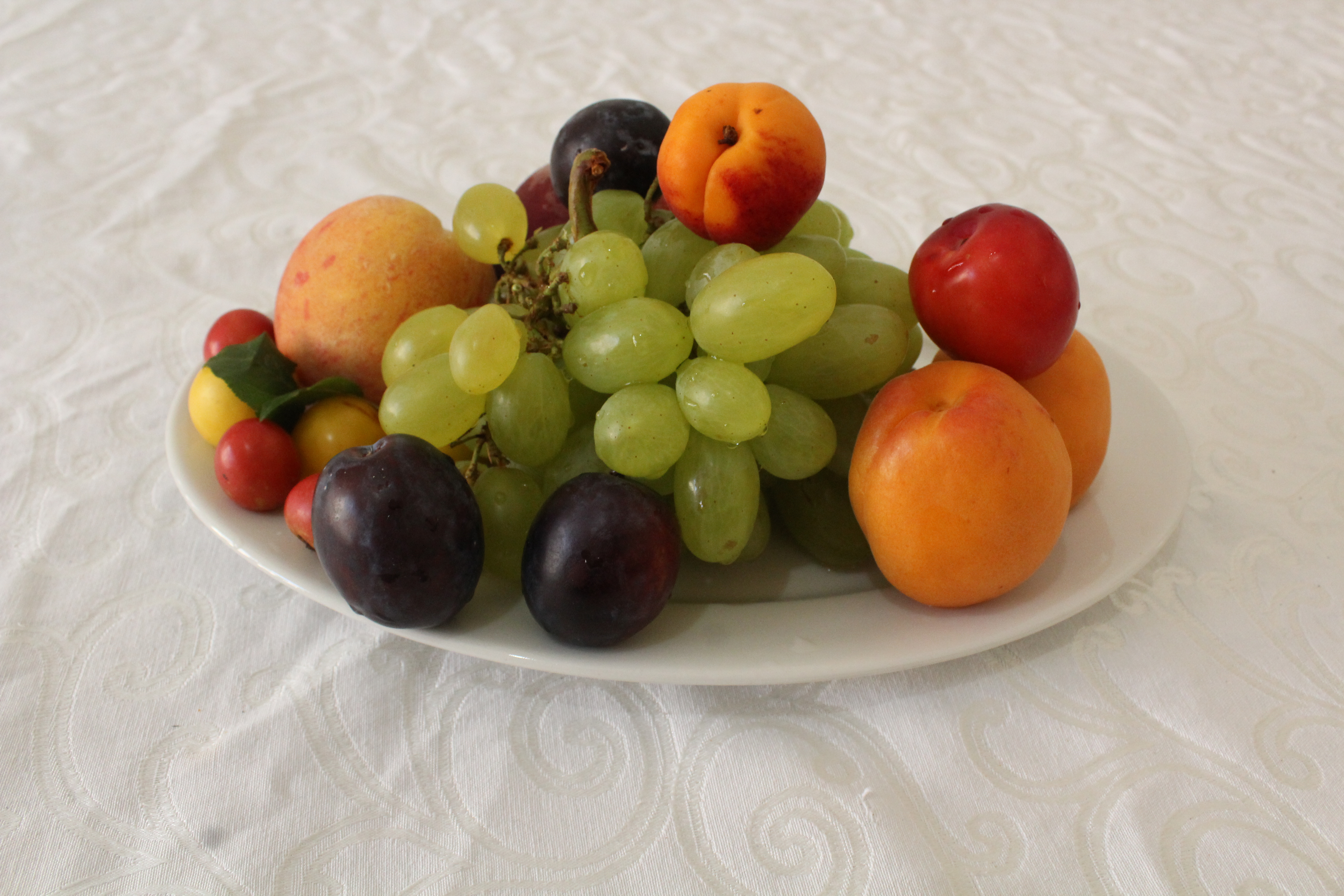
Moravské běžné ovoce/normalny owoc morawsky – potrawa typowa dla kuchni morawskiej

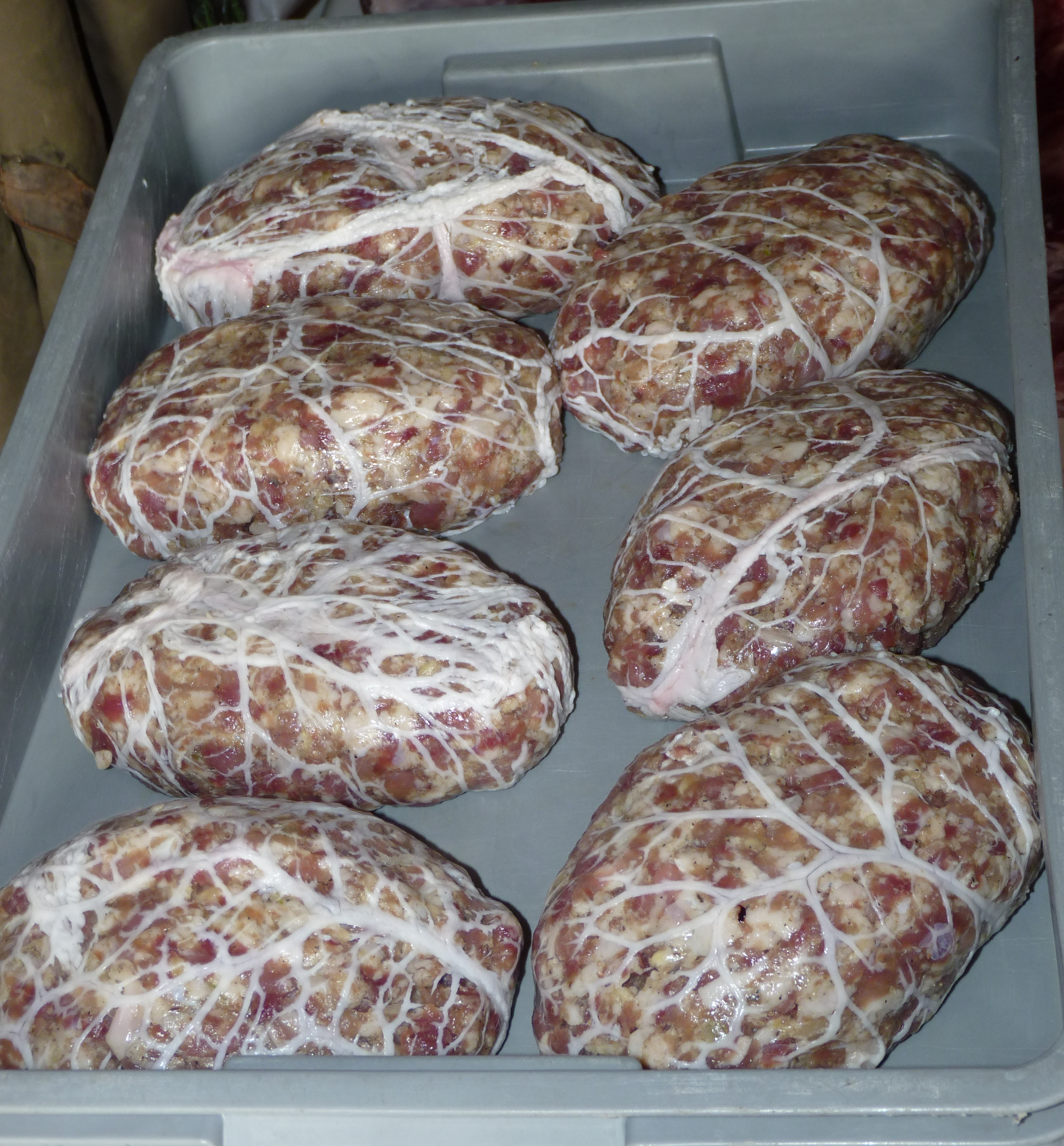
Tlačenka/salceson – potrawa typowa dla kuchni morawskiej

## Typowe surowce i potrawy w kuchni morawskiej
/ Pierwsze imię głównie w oryginalnym dialekcie wtedy (w nawiasach) czeski/
- ZOBAČE (kroupy) – kasza/krupi
- PŠENICE – Pszenica zwyczajna
- PŠENIČNÁ KRUPICE -Semolina
- OŠÍPANÉ (vepřové maso) – Wieprzowina
- MORAVSKÉ UZENÉ – Morawske wędzene
- HUSY – Gęś domowa
- KAČENY (kachny) – Kaczka domowa
- BAŽANTI – Bażant zwyczajny
- PAPRIKA – Papryka
- MARHOLE (meruňky) – Morela pospolita
- TRNKY (slívy/švestky) – Śliwa
- TVARGLE (olomoucké syrečky) – Twarożki ołomunieckie
- ZELÍ – Kapusta warzywna głowiasta
- KHÉL (kapusta) – Kapusta warzywna włoska
- SPORGL (chřest) – Szparag lekarski
- POHANKA – Gryka
- SUŠENÉ TRNKY (sušené švestky/slívy) – Śliwki suszone
- SUŠENÉ MARHOLE (sušené meruňky) – suszone morele
- MERUŇKOVÁ POVIDLA – Powidła morelowe
- VÍNO – wino –
- OMASTEK (sádlo) – Smalec
- VINNÝ OLEJ – Olej z pestek winogron

Surowce (rośliny uprawne i  mięso) i potrawy w kuchni morawskiej w większości są to ich własne (morawskie) odmiany i rasy.

### Zupy
- Kyselica/zelňačka/střapačka (zelná polévka) – morawska zupa kapustowa
- Moravská Fazulovica (fazolová polévka) – morawska zupa fasolowa
- Demikát –  morawska zupa bryndzowa
- Syrnica (syrní polévka) – morawska zupa twarożkowa
- Čočkuvica (čočková polévka) – morawska zupa z soczewicy
- Hrachůvka (hrachová polévka) – morawska zupa grochowa
- Trdelnice/obcházanica
- Dvojctihodná
- Deňová – morawska zupa dyniowa

### Mięso i dania główna
- Kél/Khél – Kapusta warzywna włoska
- Moravský vrabec – Wróbel morawsky – Małe kawałky wieprzowiny
- Znojemská pečeně – znojemska pieczeń wołowa
- Smažené tvarůžky – Smażone twarożki
- Plněné papriky – papryka faszerowana
- Smažený celer – Smażony seler
- Stryky Stryky
- Marholový gulivary/marholové koláčky

### Słodki-Szpajza
- Frgály
- Moravské svarební bacóchy (moravské svatební koláče)
- Beléše (moravské vdolky?)
- Pegny
- Boží milosti
- Pajerské koláče
- Štramberské uši – Uszy sztramberskie

### Napoje
- Trnkovica (slivovice) – Śliwowica morawska
- Marholovica (meruňkovice)
- Víno – wino
- Kofola
- ZON
- Burčák [czyt. burczaak] – sfermentowany winny moszcz
- Vinea
- Ondrášovka
- Hanácká kysela – szczawa hanacka